# Miguel Muñoz
Pour les articles homonymes, voir Muñoz.
Miguel Muñoz Mozún, né le 19 janvier 1922 et mort le 16 juillet 1990 à Madrid, est un footballeur international espagnol, des années 1940 à la fin des années 1950, reconverti entraîneur.
Milieu de terrain de grande personnalité, Miguel Muñoz défend le maillot blanc durant plus de dix ans. Il en devient le capitaine et un référent de la décennie des années 50.
Arrivé sur le banc du Real Madrid, Munoz rompt avec l'ère des stars internationales et reconstruit une équipe composée de joueurs espagnols, connus comme les Yé-yé, qui retrouvent le succès national : Muñoz remporte ses cinq premiers championnats d'entraîneur, entre 1961 et 1965, puis trois nouveaux entre 1967 et 1969. Sur le plan européen, il ne parvient cependant pas à maintenir la mainmise de la maison blanche, et ne remporte une nouvelle Coupe d'Europe des clubs champions qu'en 1966. Muñoz termine sa carrière à la tête de la sélection espagnole entre 1982 et 1988, qu'il mène en finale de l'Euro 1984 et en quart de finale de la Coupe du monde 1986. 
Joueur (1948-1958) puis entraîneur du Real Madrid de 1960 à 1974, Miguel Muñoz en retire un palmarès exceptionnel, aussi bien en tant que joueur qu'en tant qu'entraîneur, dont treize titres de champion d'Espagne, cinq Coupes d'Europe des clubs champions et une Coupe intercontinentale.
Créé en 2005 par le journal Marca, le Trophée Miguel Muñoz récompense depuis chaque année le meilleur entraîneur du championnat espagnol.

## Carrière de joueur

### Débuts
Natif de Madrid, Muñoz évolue dans sa jeunesse dans plusieurs clubs de l'agglomération, sans parvenir à se faire remarquer par le grand Real Madrid.
En 1943, il signe au CD Logroñés, puis rejoint le Racing de Santander.
En 1946, il signe au Celta de Vigo, une équipe de première division,. Miguel Muñoz et son collègue Pahiño réalisent une bonne saison avec l'équipe galicienne, mènent leur club à la quatrième place en championnat et en finale de la Copa del Generalísimo et se font repérer par le Real Madrid.

### Dix ans au Real Madrid
En 1948, Muñoz et son coéquipier d'attaque Pahiño sont remarqués par le Real Madrid, qui les engagent pour la saison suivante.
L'équipe se trouve alors dans un moment de transition, avec des recrues qui permettent au club de rester au sommet du football espagnol, dans l’ombre d'Alfredo Di Stéfano et Francisco Gento. 

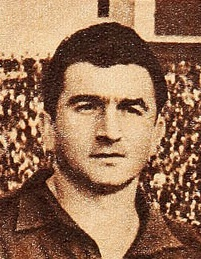
Miguel Muñoz en juillet 1953.

Son premier titre de Liga est remporté au terme de la saison 1953-54.
Il marque le premier but européen de l'histoire du club lors de la Coupe des champions européens 1955-1956 face au Servette FC le 8 novembre 1955. En finale, les Muñoz, Di Stéfano, Rial ou encore Marquitos battent le Stade de Reims à Paris et ouvrent l'une des époques les plus brillantes des Madridistas. Le 13 juin 1956, au Parc des Princes, il est le premier joueur à soulever la Coupe d'Europe, en tant que capitaine du Real Madrid,. Il remporte en tant que capitaine les deux premières éditions de la compétition, en 1956 et 1957.
Il fait partie de l'équipe blanche jusqu'en 1958 et annonce sa retraite sportive, à près de 36 ans.

### Joueur international
Miguel Muñoz connaît sa première cape en sélection nationale espagnole le 20 juin 1948 contre la Suisse (3-3).
Il connaît sa dernière sélection le 17 mars 1955 contre la France (1-3).
Munoz totalise à sept reprises en équipe nationale entre 1947 et 1955, sans cependant participer à une grande compétition.

## Carrière d'entraîneur

### Entraîneur le plus titré du Real en quinze ans
Il se reconvertit comme entraîneur, d'abord à la tête de l'équipe réserve du Real, baptisée alors Plus Ultra CF, puis à la tête de l'équipe première pour quelques matchs d’intérim en 1958 et 1959.
Il est nommé officiellement en avril 1960, après les échecs en championnat de l'Argentin Luis Carniglia en 1958-1959 et du Paraguayen Manuel Fleitas Solich en 1959-1960. Il prend en charge l'équipe alors qu'elle doit affronter le FC Barcelone, champion d'Espagne en titre, en demi-finale de Coupe d'Europe des clubs champions : deux victoires (3-1) lui assurent la qualification pour la finale, remportée facilement sur l'Eintracht Francfort - c'est le premier titre du nouvel entraîneur. Muñoz est notamment le premier entraîneur à remporter la C1 après l'avoir auparavant gagné comme joueur. Quelques semaines plus tard, le Real Madrid affronte le CA Peñarol au cours de la première édition de la Coupe intercontinentale : après un match nul et vierge à Montevideo, les Madrilènes l'emportent largement au retour (5-1) et s'emparent du trophée.
Il ne s'entend pas avec la grande vedette du Real, Alfredo Di Stefano. Entre les deux hommes, les relations deviennent tendues à tel point que l'attaquant argentin va demander sa tête au président Santiago Bernabeu, mettant son départ en balance. Bernabeu ne cède pas aux desiderata de sa star et Di Stefano quitte le Real pour finir sa carrière à l'Espanyol de Barcelone.
Rompant avec l'ère des stars internationales qui a mené le Real sur le toit de l'Europe, Muñoz reconstruit une équipe composée de joueurs espagnols, connus comme les Yé-yé. Son équipe remporte quinze rencontres de victoire consécutive en Liga espagnole lors de la saison 1960/61,. Le Real retrouve le succès national et Muñoz remporte ses cinq premiers championnats d'entraîneur, entre 1960-61 et 1964-65.
Sur le plan européen, il ne parvient cependant pas à maintenir la mainmise de la maison blanche, et ne remporte une nouvelle Coupe d'Europe des clubs champions qu'en 1965-66, la sixième du club madrilène, après deux défaites en finale en 1962 et 1964. Lors de la finale de 1966 contre le FK Partizan, Munoz décide de laisser au repos Ferenc Puskás et José Santamaría, deux joueurs influents lors des tours précédents. À égalité à la mi-temps, le Real s'impose 2-1 après avoir concédé l'ouverture du score en contre.
Entre 1967 et 1969, son Real remporte trois nouveaux titres nationaux
Il quitte finalement le Real Madrid au cours de la saison 1973-1974 lorsqu'il passe le flambeau à Luis Molowny, après près de quatorze saisons sur le banc, ce qui en fait l'entraîneur ayant connu la plus grande longévité au club. 

### Courtes expériences
Dès 1975, Munoz enchaîne sept saisons dans des clubs espagnols plus modestes (Granada CF, Hércules CF, UD Las Palmas et le Séville FC).

### Sélectionneur national

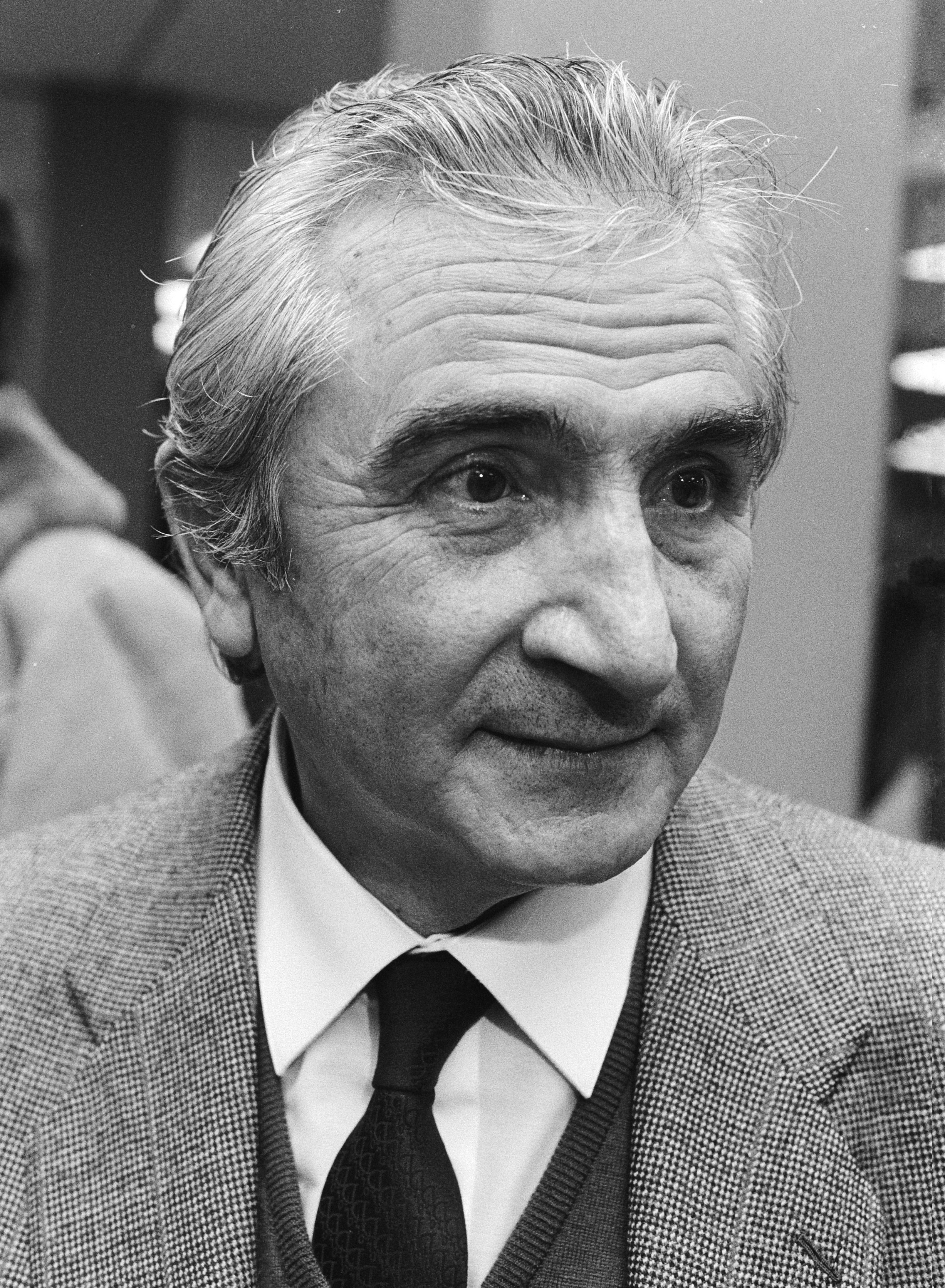
Muñoz en 1983

Muñoz est nommé à la tête de la sélection espagnole en 1982, à la sortie d'une Coupe du monde dont l'Espagne est sortie sans gloire alors qu'elle en était l'hôte. 
Il mène les Espagnols en finale de l'Euro 1984 en France, dont la finale est perdue de justesse devant les Français sur une faute du gardien. 
La Roja enchaîne par un quart de finale de la Coupe du monde 1986, perdu face à la Belgique aux tirs au but. 
Il qualifie encore son équipe pour l'Euro 88, à l'issue duquel son contrat n'est pas prolongé.  
Il meurt le 16 juillet 1990 d'une hémorragie due à des varices œsophagiennes à l'âge de 68 ans,.

## Statistiques

### Joueur
Avec le Real Madrid, Munoz dispute 278 matchs officiels et inscrit 26 buts, ainsi que 69 matchs amicaux.
| Saison                | Club                  | Championnat           | Championnat | Championnat | Coupe(s) nationale(s) | Coupe(s) nationale(s) | Compétition(s) continentale(s) | Compétition(s) continentale(s) | Compétition(s) continentale(s) | Coupe Latine | Coupe Latine | Espagne | Espagne | Total | Total |
| Saison                | Club                  | Division              | M.          | B.          | M.                    | B.                    | Comp.                          | M.                             | B.                             | M.           | B.           | M.      | B.      | M.    | B.    |
| 1943/44               | CD Logroñés           | ?                     | -           | -           | -                     | -                     | -                              | -                              | -                              | -            | -            | -       | -       | 0     | 0     |
| 1944 à 46             | Racing Santander      | D2                    | 42          | 19          | 4                     | -                     | -                              | -                              | -                              | -            | -            | -       | -       | 46    | 19    |
| 1946 à 48             | Celta Vigo            | D1                    | 36          | 1           | 12                    | 2                     | -                              | -                              | -                              | -            | -            | -       | -       | 48    | 3     |
| 1948 à 58             | Real Madrid CF        | D1                    | 223         | 23          | 33                    | -                     | C1                             | 15                             | 1                              | 4            | -            | 7       | -       | 282   | 24    |
| Total sur la carrière | Total sur la carrière | Total sur la carrière | 301         | 43          | 49                    | 2                     | -                              | 15                             | 1                              | 4            | 0            | 7       | 0       | 376   | 46    |

### Entraîneur
Munoz est de loin l'entraîneur qui dirige le Real Madrid durant le plus de rencontres, avec 427 matchs, loin devant le deuxième Vincente Del Bosque et ses 153 parties.
En 63 matches à la tête de l'équipe d'Espagne entre 1982 et 1988, son bilan est de 32 victoires, 16 nuls et 15 défaites.

## Style de jeu

### Joueur: milieu de terrain
Miguel Munoz évolue comme milieu de terrain avec pour mission de récupérer le ballon avant de servir l’un des cinq joueurs offensifs.

## Palmarès
Joueur et entraîneur du Real Madrid, Munoz remporte cinq Coupes d'Europe durant ses deux étapes. 

### Joueur
Durant ces dix ans de joueur au Real, il remporte trois Coupes d'Europe, quatre Liga et deux Coupes Latines.
- Championnat d'Espagne : 4 
  - 1954, 1955, 1957 et 1958.
- Coupe d'Europe des clubs champions : 3 
  - 1956, 1957 et 1958
- Coupe Latine : 2
  - 1955 et 1957
- Petite coupe du monde des clubs : 2 
  - 1952, 1956

### Entraîneur
Comme entraîneur du Real Madrid, Munoz ramène quatorze trophées , dont deux nouvelles Coupes d'Europe et la première Coupe Intercontinentale. Un temps l'entraîneur le plus titré de l'histoire du club, il est dépassé par Carlo Ancelotti en décembre 2024.
Avec neuf titres de champion d'Espagne, Munoz est le coach le plus titré devant son successeur Luis Molowny (trois titres).
- Coupe intercontinentale : 1
  - 1960

- Coupe d'Europe des clubs champions : 2 
  - 1960 et 1966

- Championnat d'Espagne : 9 
  - 1961, 1962, 1963, 1964, 1965, 1967, 1968, 1969 et 1972.

- Coupe d'Espagne : 2 
  - 1962 et 1970

Distinctions personnelles
- 14e meilleur entraîneur de tous les temps par France Football: 2019[17],[18],[19]